# Dean Schofield

a Compétitions nationales et continentales officielles uniquement.

b Matchs officiels uniquement.
Dernière mise à jour le 1 mars 2025.
Dean Francis Schofield, né le 19 janvier 1979 à Audenshaw dans la banlieue de Manchester, est un joueur international anglais de rugby à XV évoluant au poste de deuxième ligne.

## Carrière

### En club
Schofield est un pur produit de la formation du club de Sale, puisqu'il est passé par les juniors du club, les Jets. Il évolue au club depuis 2001, après avoir été prêté à Wakefield RFC.
En 2010 il rejoint son ancien manager des Sale Sharks, Philippe Saint-André et s'engage pour deux saisons avec le Rugby club toulonnais.
Il prend sa retraite de joueur en 2017.

### En équipe nationale
Il honore sa première cape le 26 mai 2007 contre l'Afrique du Sud lors de la tournée d'été. Il obtient une deuxième sélection une semaine après pour le second test match, mais n'a jamais été rappelé en équipe nationale par la suite.

## Palmarès

### En club
- Vainqueur du Championnat d'Angleterre en 2006
- Vainqueur du challenge européen en  2002 et 2005
- Finaliste de la coupe d'Angleterre en 2004
- Vainqueur du trophée des champions en 2006
- Finaliste du Challenge européen  en 2012
- Finaliste du Top 14 en 2012

### En équipe nationale
- 2 sélections en 2007
- Equipe d'Angleterre A (Saxons - Churchill Cup 2009).